# شتاتلوفت ماخت فري

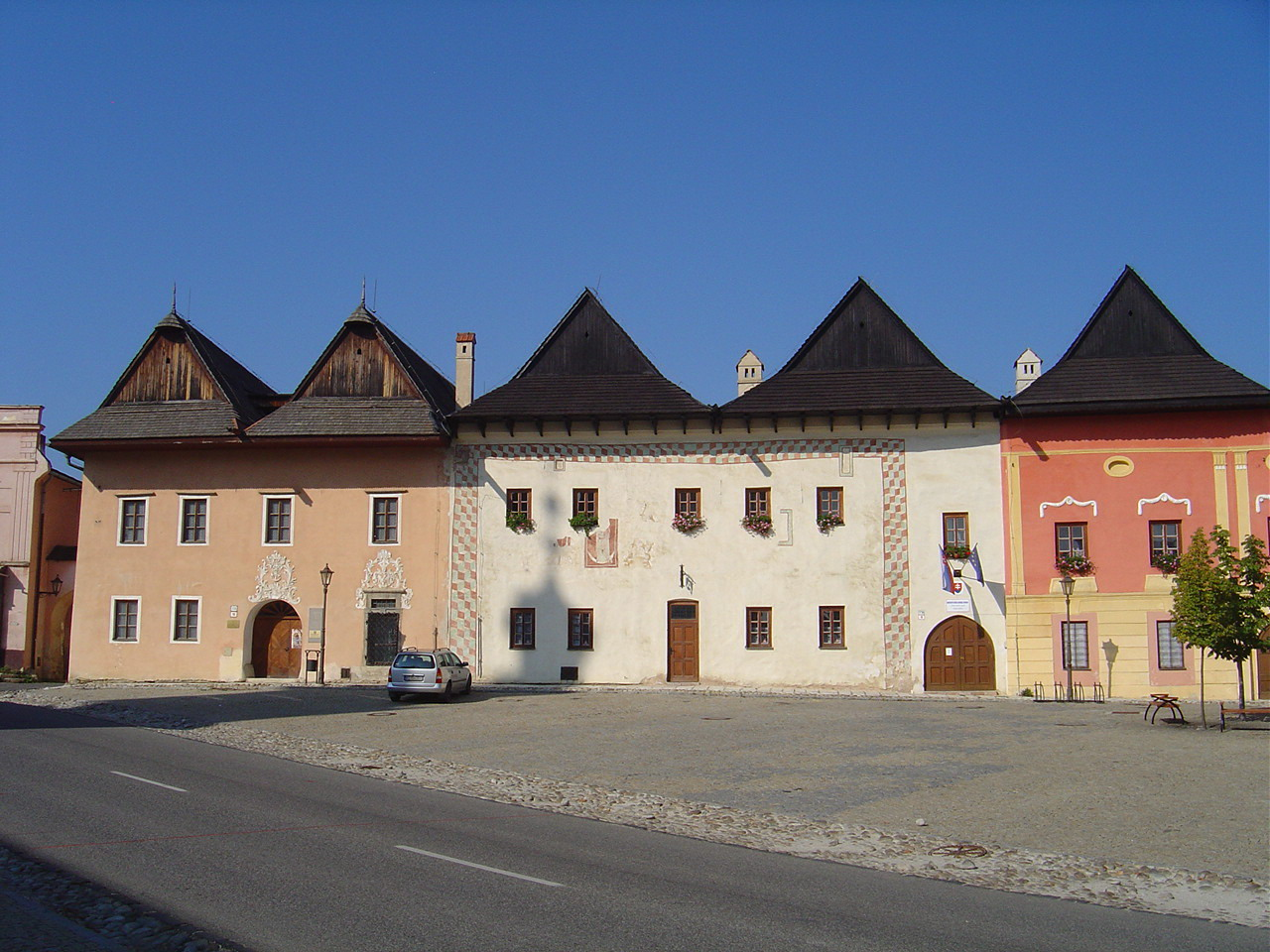
دوار القرون الوسطى في سبيشسكا سوبوتا (سلوفاكيا)

Stadtluft macht frei شتاتلوفت ماخت فري  («الهواء الحضري يجعلك حرا»)، أو Stadtluft macht frei nach Jahr und Tag («هواء المدينة يجعلك حراً بعد عام ويوم»)، هو قول ألماني يصف مبدأ القانون في العصور الوسطى. كانت فترة عام ويوم فترة تقليدية تستخدم على نطاق واسع في أوروبا لتمثل قدرا كبيرا من الوقت.
منذ القرن الحادي عشر فصاعدًا، أسس الأقنان المحرّرون وغيرهم من أعضاء " الحي الثالث" مستوطنات إلى جانب المستوطنات الرومانية أو الجرمانية القديمة. كان من القانون العرفي أن يكون أحد سكان المدينة حراً بعد عام ويوم واحد. بعد ذلك، لم يعد من الممكن استصلاحه من قبل صاحب العمل، وبالتالي أصبح ملزما بالمدينة. يمكن أن يهرب الأقنان من الأراضي الإقطاعية ويكتسبوا الحرية بهذه الطريقة، مما يجعل المدن أرضًا خارج النظام الإقطاعي إلى حد ما. هذا خلق الظروف المواتية للثورات مثل تمرد مونستر.